# Sigfrid Gahse

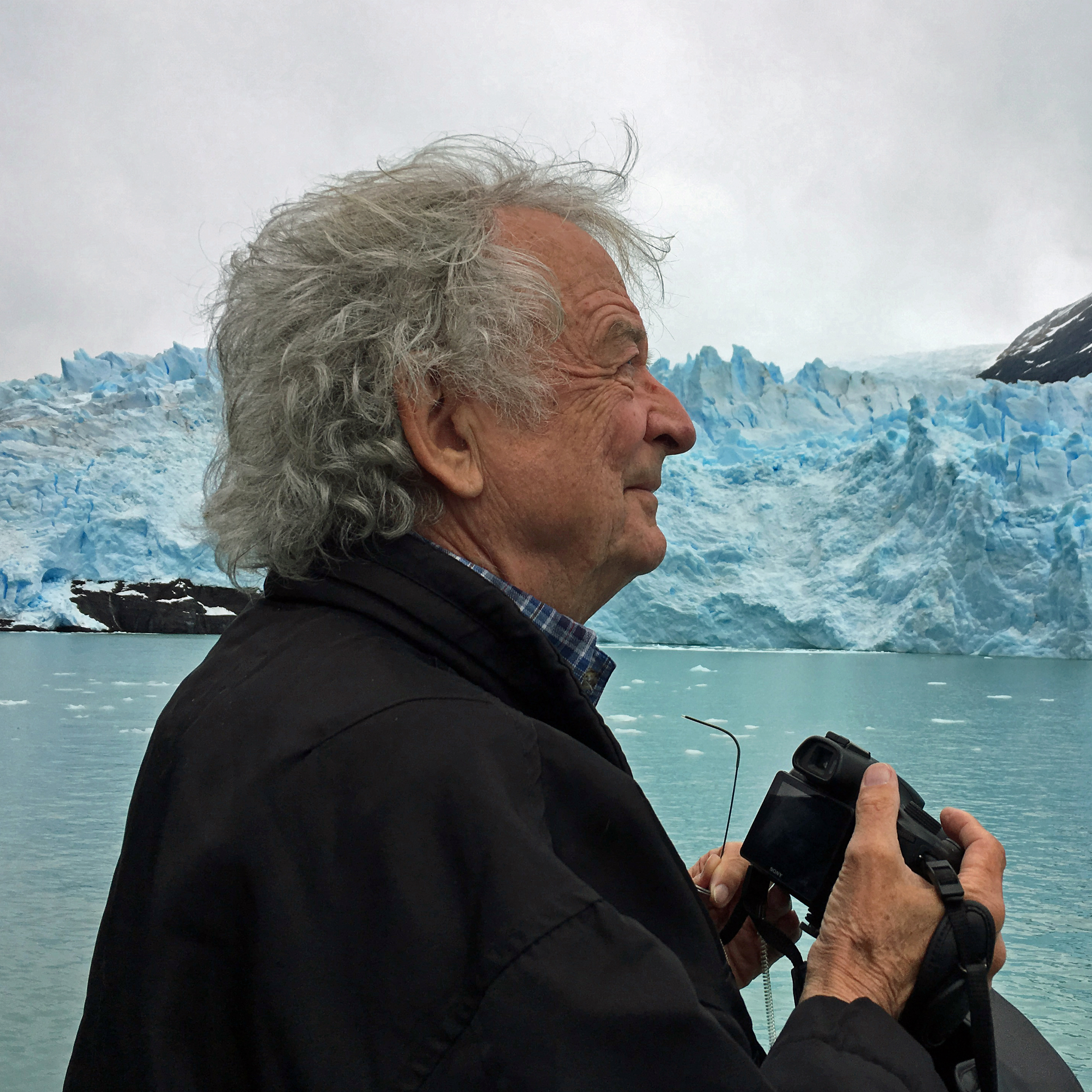
Sigfrid Gahse (2017)

Sigfrid Gahse (* 28. Februar 1938 in Erfurt) ist ein deutscher Unternehmer, Wissenschaftler und Künstler.

## Leben
Sein Vater war kaufmännischer Angestellter im Vertrieb von Textilunternehmen, seine Mutter Hausfrau. Er besuchte, verursacht durch den Zweiten Weltkrieg und die häufigen Ortswechsel der Eltern, 7 Schulen, bevor er im Frühjahr 1958 als schon 20-Jähriger in Stuttgart das Abitur machen konnte. Zwischenstationen waren Breslau, ein Dorf in der Nähe von Hannover und eine Kleinstadt in der Oberpfalz (Bayern).
Gahse studierte in Stuttgart Mathematik (Abschluss: Diplom-Mathematiker, 1962) und in Stuttgart, Tübingen und Mannheim Wirtschaftswissenschaften (Abschluss: Dr. rer. pol., 1967).
1965 heiratete er in Stuttgart die spätere Schriftstellerin Zsuzsanna Gahse. Sie haben zwei Kinder miteinander. Die Ehe wurde 1996 geschieden. Gahse zog 1998 nach Leonberg, 2010 nach Berlin und 2013 wieder zurück nach Leonberg.

## Berufliche Tätigkeiten
Gahse begann seinen beruflichen Werdegang ab 15. Dezember 1962 bei der IBM Deutschland in Böblingen als Software-Entwickler. Er war einer der ersten in Deutschland, der Standardsoftware für den kommerziellen Bereich entwickelt hat. Die Standardsoftware für die Materialwirtschaft in Fertigungsbetrieben kam innerhalb weniger Jahre bei etwa 200 großen deutschen Unternehmen zum Einsatz. Nach fünf Jahren Engineering wechselte er zu den Kaufleuten. Das neue Thema hieß: Controlling. So wurde er 1967 Leiter der Betriebswirtschaft bei einem großen Unternehmen in Stuttgart.
1969 gründete er sein eigenes Unternehmen (die OSG) mit dem Angebot: Unternehmensberatung und Softwareproduktion und -vertrieb für die kaufmännische Verwaltung. Die 70er-Jahre waren für ihn eine wilde Aufbruchszeit: Zusammenarbeit mit Computer-Herstellern und -Händlern, eine Vortragsserie in Kairo im Auftrag der United Nations Industrial Development Organization (UNIDO) für die Planungsminister der Arabischen Liga, mehrere Jahre Berater mit Generalvollmacht in einem großen Unternehmen der Automobilzulieferindustrie. 1988 nahm er Partner in sein Unternehmen auf, das dadurch wachsen konnte. Zur Sicherung der Arbeitsplätze in Anbetracht der globalen Märkte verkaufte er im Jahr 2000 seine Geschäftsanteile an einen Global Player und verließ ‚sein Unternehmen‘ am 28. Februar 2003.

## Wissenschaftliche Arbeiten
Bewegungen eines Raumpendels
- Diplomarbeit: „Darstellung der  Bewegungen eines Raumpendels in der Phasenebene“ am Lehrstuhl für Technische Mechanik von Kurt Magnus in der Fakultät für Maschinenbau an der Uni Stuttgart, 1962

dynamische Losgröße
- Er formulierte im Jahr 1965 die ‚dynamische (oder gleitende wirtschaftliche) Losgröße‘, einen Rechenalgorithmus für Fertigungs-Steuerungs-Systeme, in: Neue Betriebswirtschaft, 18. Jg. (1965), S. 4

mathematisches Prognoseverfahren
- Veröffentlichung und Einsatz von mathematischen Prognoseverfahren in der betrieblichen Wirklichkeit. Er formulierte in diesem Zusammenhang die gaußähnliche oder Gahsesche Funktion.

Liquiditätsprognosen
- Dissertation: Liquiditätsprognosen  auf der Grundlage von Phasenfolgen‘ unter Zuhilfenahme mathematischer Methoden und stellte darin Algorithmen zur Ermittlung kaufmännischer Wert-/Zeitreihen innerhalb von Unternehmensprozessen her (1967). Lehrstuhl für Betriebswirtschaft von Heinz Langen, Uni Mannheim.

## Lehrtätigkeiten
Gahse war bei deutschen Seminaranbietern für betriebswirtschaftliche Inhalte und in Großunternehmen als Referent tätig. Themen waren Zukunft der Datenverarbeitung, Einkauf, Kosten- und Anlagen-Controlling, Produktionsoptimierung, Operations Research.
Sieben Jahre war er Lehrbeauftragter an der Hochschule für Technik (HFT) Stuttgart mit der Vorlesung ‚Betriebswirtschaft für Mathematiker‘

## Soziale Engagements
Gahse hat er sich auch sozial engagiert in Guatemala (Patenschaft), Kirgistan (Erweiterung eines Zoos und kostenloser Eintritt für Kinder), Mauretanien (Familienförderung) und Kenia (Gründung eines Vereins zur Förderung eines Projektes gegen Beschneidung junger Frauen und Zwangsverheiratung).

## Reisen und Reiseberichte
Nach Beendigung seines Berufslebens reist Gahse. Dazu gehörten eine Fahrradtour durch das Baltikum und die Radferntour Berlin – Kopenhagen, das Leben mit Nomaden in Kirgistan und Mauretanien (Sahara), das Wandern in der Sahara und auf der jemenitischen Insel Sokotra, das Besteigen des Kilimanjaro und der Besuch der Maya in Guatemala, der Maasai in Kenia und der Maori in Neuseeland, Reisen durch Patagonien, Thailand, Kanada, Ladakh und den Jemen. Auf diesen Reisen schreibt er Tagebücher und fotografiert. Siehe Homepage Link unter Weblinks.

## Künstlerische Tätigkeiten
Seine Fotobilder zeigt er in Ausstellungen, auf Postkarten und in Wandkalendern.
Einzelausstellungen:
- 2008: Künstlerhaus, Leonberg
- 2009: Urania, Berlin, Bistro Brenner, Stuttgart, und UTZ, Berlin
- 2010: Kunstnacht, Leonberg
- 2011: Klinik Bethesda, Stuttgart
- 2013–2014: Gemeindezentrum Alt Heiligensee, Berlin-Heiligensee
- 2013: Kreiskrankenhaus Leonberg
- 2014: Kreiskrankenhaus Herrenberg
- 2015: Humboldt-Klinikum, Berlin

## Veröffentlichungen

### Handbuch
- Hellmuth Fischer und Sigfrid Gahse: Handbuch der automatischen Datenverarbeitung, Verlag Moderne Industrie, München, 1970

### Herausgeber von Buchserien und Autor
- Systeme der integrierten Datenverarbeitung, Verlag Moderne Industrie, München
  - Sigfrid Gahse: Verkauf, 1971
  - Sigfrid Gahse: Einkauf, 1972
  - Sigfrid Gahse und Klaus W. Herterich: Kostenrechnung mit der Plankosten-Deckungsrechnung, 1973
- Praxiswissen für das Controlling, Verlag TÜV Rheinland, Köln
  - Sigfrid Gahse: ANCO – Anlagen-Controlling am Bildschirm, 1993, ISBN 978-3-88585-583-5, ISBN 3-88585-583-6, ISBN 3-8249-0134-X
  - Rainer Klapper: Musterpflichtenheft Controlling, 1999, ISBN 3-930526-18-2
- Controlling-Praxis, TAW-Verlag, Wuppertal
  - Sigfrid Gahse: Anlagen-Controlling, 1997, ISBN 3-930526-07-7, ISBN 978-3-930526-07-9

### Bücher
- Sigfrid Gahse: Die neuen Techniken der Finanzplanung mit elektronischer Datenverarbeitung, Verlag Moderne Industrie, München, 1971
- Sigfrid Gahse: Mathematische Vorhersageverfahren und ihre Anwendung, Verlag Moderne Industrie, München, 1971

### Broschüren
- Sigfrid Gahse: Zwei mathematische Modelle der Investitions-Steuerung mit einer IBM Datenverarbeitungsanlage, IBM Fachbibliothek Form 81 522, Mai 1966
- Sigfrid Gahse: Optimale Bestellmengen, IBM Fachbibliothek Form 81 533, April 1967
- Sigfrid Gahse: Dynamische Finanzplanung mit DYPOL, IBM Fachbibliothek Form 81 554, März 1968
- Sigfrid Gahse: Eine Systematik der Vorhersageverfahren, IBM Fachbibliothek Form 81 564, Februar 1969
- Sigfrid Gahse: Langfristige Vorhersageverfahren mit graphischen und numerischen Methoden, IBM Fachbibliothek Form 81 563, März 1969